# Stefan Catargiu
Stefan Catargiu (rum. Ștefan Catargiu; ur. 1789, zm. 2 września 1866) – kajmakam Mołdawii w 1858.

## Biografia
Jesienią 1858 wybrany, jako kajmakam, wraz z Bazylim Sturdza i Anastazym Panu. W przeciwieństwie do tych dwóch polityków, Catargiu był zdeklarowanym przeciwnikiem zjednoczenia Mołdawii i Wołoszczyzny w jedno państwo rumuńskie. W celu zapobieżenia doprowadzeniu do unii, próbował sabotować obrady kajmakamii, odmawiając współpracy by doprowadzić do kryzysu politycznego; wspierany był przez Austrię i Turcję. Mimo to Sturdza i Panu (popierani przez inne mocarstwa, zwłaszcza Francję) zdołali go po kilku tygodniach usunąć z urzędu i powołać na jego miejsce zwolennika zjednoczenia Jana Cantacuzino.